# Fionda di Davide
Il dispositivo missilistico detto Fionda di Davide (in ebraico: קלע דוד, Kelah Da'vid, David's Sling in inglese) è un sistema d'arma mobile per la difesa antimissile intermedia, sviluppato dalla israeliana RAFAEL in collaborazione con la statunitense Raytheon.

## Caratteristiche
È progettato per l'intercettazione di aerei, droni, missili balistici tattici campali (BRBM), missili balistici tattici (TBM), missili balistici a corto raggio (SRBM) e missili a medio/lungo raggio (IRBM).
Il sistema è dotato di un radar EL/M-2084 MMR della Elta e missili Stunner della Raytheon.

## Uso
Il missile Stunner al suo interno è pensato come contromisura difensiva per la minaccia dei missili Iskander (SS-26 Stone in codice NATO) e DF-15 (CSS-6 in codice NATO) lanciati dalla Siria, dal Libano o dalla penisola del Sinai contro Israele.
Operativo dall'aprile 2017, il 23 luglio 2018 è stato impiegato per la prima volta in combattimento per intercettare con successo ed abbattere due missili siriani OTR-21 (SS-21 Scarab in codice NATO).